# ولاء عزام
ولاء عزام، ممثلة سورية، من مواليد دمشق، سوريا. بدأت مشوارها الفني عام 2014 في المسرح حيث أدت شخصية «غروشا» بمسرحية دائرة الطباشير القوقازية إخراج أيمن زيدان وشاركت بمسلسلات أبرزها مسلسل فارس وخمسة عوانس، دنيا 2، وأماكن ووجوه.

## أعمالها
شاركت بأكثر من 20 عملًا، ومنها: 

### مسرحيات
- (2014) دائرة الطباشير القوقازية

### المسلسلات
- (2015) دنيا 2
- (2015) وجوه وأماكن
- (2015) فارس وخمس عوانس
- (2016) عطر الشام 1
- (2016) أيام لا تنسى
- (2016) بقعة ضوء 12
- (2017) غرابيب سود
- (2017) باب الحارة 9
- (2017) أزمة عائلية
- (2017) الغريب
- (2017) عطر الشام 2
- (2018) الهيبة العودة
- (2018) عطر الشام 3
- (2019) الهيبة (الحصاد)
- (2019) ناس من ورق
- (2019) مسافة أمان
- (2019) ترجمان الاشواق
- (2019) عطر الشام 4
- (2019) شوارع الشام العتيقة
- (2020) ميادة وولادا
- (2020) الميراث
- (2020) الهيبة الرد
- (2021) السنونو
- (2022) كسر عضم
- (2024) كسر عضم السراديب
- (2024) ولاد بديعة

### أفلام
- (2016) رجل وثلاثة أيام إخراج جود سعيد.

## روابط خارجية
- ولاء عزام على موقع IMDb (الإنجليزية)
- ولاء عزام على موقع قاعدة بيانات الأفلام العربية